# Vilayet di Adana
Il vilayet di Adana (in turco: Eyalet-i Adana), fu un vilayet dell'Impero ottomano nell'area corrispondente a parte dell'attuale Turchia.

## Storia
Derivato direttamente dall'omonimo eyalet, divenne dapprima parte del vilayet di Aleppo per poi divenire un'identità statale indipendente all'interno dell'Impero ottomano. L'Encyclopedia Britannica nel 1911 descriveva questo vilayet come una terra ricca di giacimenti minerari nei distretti della montagna, con coste piane e fertili che producevano cotone, riso, cereali, zucchero e frutta. Il vilayet di Adana confinava con il vilayet di Konya (a ovest), con il vilayet di Ankara ed il vilayet di Sivas (a nord), e con il vilayet di Haleb (ad est ed a sud).

## Geografia antropica

### Suddivisioni amministrative
I sanjak del vilayet di Adana nel XIX secolo erano:
1. sangiaccato di Adana
2. sangiaccato di Mersin
3. sangiaccato di Cebel-i-Bereket (Yarpuz)
4. sangiaccato di Kozan (Sis)
5. sangiaccato di İçel (Silifke)

## Composizione della popolazione
| Provenienza della popolazione residente (dati del 1914)) |         |
| Musulmani                                                | 341.903 |
| Greci                                                    | 8.974   |
| Armeni                                                   | 52.650  |